# Meira (kommunhuvudort)
Meira är en kommunhuvudort i Spanien.   Den ligger i provinsen Provincia de Lugo och regionen Galicien, i den nordvästra delen av landet, 400 km nordväst om huvudstaden Madrid. Meira ligger 483 meter över havet och antalet invånare är 1 775.
Terrängen runt Meira är kuperad österut, men västerut är den platt. Runt Meira är det glesbefolkat, med 10 invånare per kvadratkilometer. Närmaste större samhälle är Castro de Rei, 8,6 km väster om Meira. I omgivningarna runt Meira växer i huvudsak blandskog.